# Airbus A350
Airbus A350 XWB (англ. Extra Wide Body — сверхширокий фюзеляж) — семейство дальнемагистральных широкофюзеляжных двухдвигательных пассажирских самолётов, разработанных концерном Airbus в качестве замены A330 и A340.
Может перевозить от 250 до 350 пассажиров в типовой трёхклассной конфигурации, с максимальной вместимостью 440—550 пассажиров в зависимости от модификации.
Позиционируется производителем как наиболее тихий: по сравнению с предыдущими поколениями самолётов шум от звукового следа меньше на 40 %; также на 25 % меньше показатель по выбросам CO₂.
Первый самолёт Airbus, в котором фюзеляж и крыло в основном изготовлены из углепластика.
Прототип A350 совершил первый полёт 14 июня 2013 года. Первый сертификат типа был выдан 30 сентября 2014 года.
Стартовым заказчиком A350 является Qatar Airways, которая заказала 80 самолётов. К апрелю 2014 года Airbus получил заказы на 812 самолётов от 39 различных клиентов по всему миру.
15 января 2015 года A350 XWB, принадлежащий авиакомпании Qatar Airways, отправился в первый коммерческий рейс — из Дохи во Франкфурт-на-Майне.

## История создания
Анонсировав проект Boeing 787 Dreamliner, корпорация Boeing заявила, что более низкая стоимость эксплуатации этого самолёта нанесёт серьёзный удар по позициям Airbus A330. Поначалу Airbus с сомнением отнеслась к заявлению, указав, что 787 является лишь реакцией на A330, и со своей стороны не видит необходимости предпринимать какие-либо ответные шаги.
Авиакомпании всё же договорились с Airbus о создании конкурента, поскольку, по заявлениям Боинг, модель 787 должна потреблять на 20 % меньше топлива, чем существующие аналоги. Изначально Airbus планировала создать модель на основе A330, которая неофициально именовалась «A330-200Lite», и имела бы улучшенную аэродинамику и двигатели, аналогичные Boeing 787.
Начальная версия была задумана в 2004 году с фюзеляжем на основе A330 и одинаковой с ним компоновкой, но со значительно обновлённым дизайном. Авиакомпании не удовлетворил такой вариант, и в дальнейшем по просьбе потенциальных клиентов от этой идеи отказались. Эйрбас выделила 4 млрд евро на разработку новой модели, названной A350. Новые двигатели, крыло и хвостовые стабилизаторы в сочетании с новыми композиционными материалами и методами производства фюзеляжа сделали A350 практически полностью новым самолётом.
В 2006 году Airbus переработала проект и переименовала его в A350 XWB. Компания заявила, что самолёт будет более экономичным, а его эксплуатационные расходы будут на 8 % ниже, чем у Boeing 787 Dreamliner.
Затраты на разработку и доводку, по прогнозам 2011 года, должны были составить 12 млрд евро (15 млрд долларов).

### A350 XWB
Идя навстречу пожеланиям авиакомпаний, в середине 2006 года компания Эйрбас значительно пересмотрела концепцию Airbus A350. Изменённый и существенно переработанный проект получил аббревиатуру XWB — Xtra Wide Body (с англ. — «сверхширокий фюзеляж»). Новый вариант самолёта конкурирует на рынке авиаперевозок с самолётом Boeing 777, а также некоторыми моделями самолёта Boeing 787.
4 декабря 2012 года первый экземпляр Airbus A350 XWB «MSN1» выкатили из ангаров сборочного цеха. Прототип A350 XWB совершил первый полёт 14 июня 2013 года в Тулуз-Бланьяке; первым поднявшимся в воздух стал самолёт модификации A350 XWB-900 с регистрационным номером F-WXWB. Взлётный вес самолёта новой модели составил 221 тонну. Началась программа лётных испытаний; второй экземпляр поднялся в воздух 14 октября 2013 года под регистрационным номером F-WZGG.
Первый сертификат типа был выдан 30 сентября 2014 года Европейским агентством по авиационной безопасности на вариант A350-900 с двигателями Rolls-Royce Trent XWB.

## Конструкция

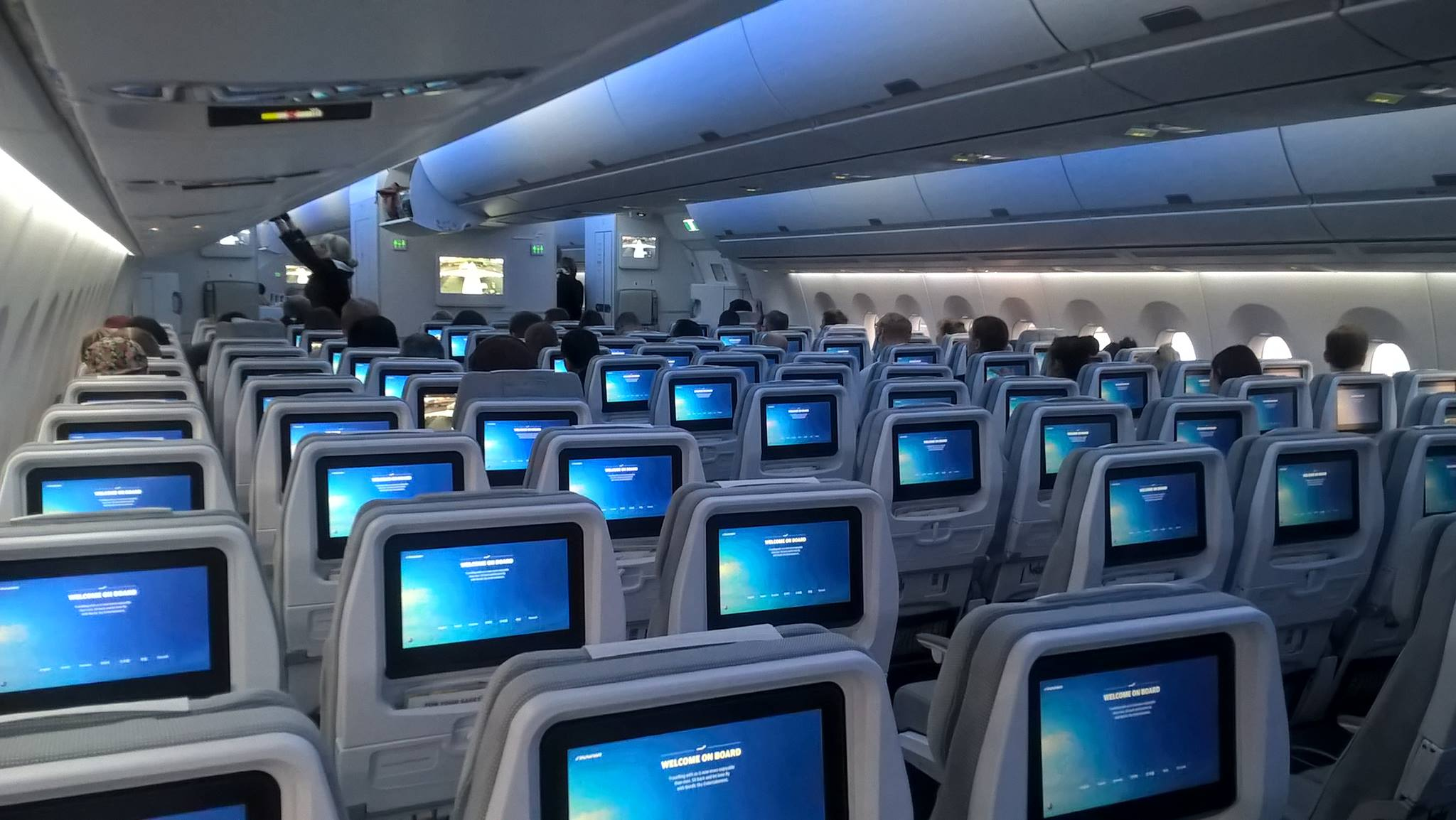
9-местный ряд в салоне экономкласса

В конструкции A350 широко использованы новейшие материалы: 52 % от веса самолёта составляют композиционные материалы, 20 % — алюминий, 14 % — титан, 7 % — сталь, 7 % — остальные (для сравнения, его конкурент Boeing 787 состоит на 50 % из композитов, на 20 % из алюминия, на 15 % из титана, на 10 % из стали и на 5 % из других материалов). Airbus ожидает, что самолёт будет иметь на 10 % меньшую стоимость эксплуатации и на 14 % меньший вес в расчёте на одного пассажира, чем у конкурента.
A350 XWB способен вмещать до 10 (практически все операторы А350 имеют схему мест с девятью креслами в ряду) пассажирских сидений в одном ряду. Airbus A330 и ранние концепции Airbus A350 могли иметь только 8 пассажирских мест в каждом ряду. Boeing 787 может вместить 8 или 9 пассажирских мест в ряду, а Boeing 777 — 10 (редко 9) мест. На уровне глаз сидящего пассажира салон Airbus A350 на 33 см шире, чем салон Airbus A330, и на 13 см шире, чем салон Boeing 787; но на 27 см уже, чем салон Boeing 777.
Все пассажирские модификации A350 XWB имеют дальность полёта не менее 15 000 км.

### Крыло
A350 XWB имеет крыло из композиционных материалов, одинаковое для всех трёх модификаций. Площадь крыла составит 443 м² — это самое большое крыло из когда либо созданных для однопалубного самолёта (до появления Boeing 777X с площадью крыла в 516,7 м²). Размах крыла составит 64,8 метра, что на 4,5 метра больше чем у A330 и начальной версии A350. Это эквивалентно размаху Boeing 777-200LR/777-300ER, у которого слегка меньшая площадь. Законцовки крыла-шарклеты не традиционны для Airbus: они загибаются вверх на последних 4,4 метрах в саблевидной форме. Стреловидность крыла 31,9°, что поможет увеличить крейсерскую скорость до 0,85 М, а максимальную скорость — до 0,89 М.
Новая шарнирно-отклоняющаяся механизация закрылка (схожая с A380) позволяет перекрыть спойлером зазор между задней кромкой и закрылком. Производитель активно применял вычислительную гидродинамику и провёл более 4000 часов тестов в низко- и высокоскоростной аэродинамической трубе, улучшая аэродинамическую конфигурацию как самих крыльев, так и их законцовок.
Крылья производятся на новой площадке площадью 46 тыс. м² на Airbus Broughton, где задействовано 650 рабочих, объект был построен при поддержке правительства Уэльса.
В декабре 2011 года начались комплексные испытания A350 XWB по программе Air System Integration Bench на объекте Honeywell Aerospace в Мехико, Мексика.

### Силовая установка

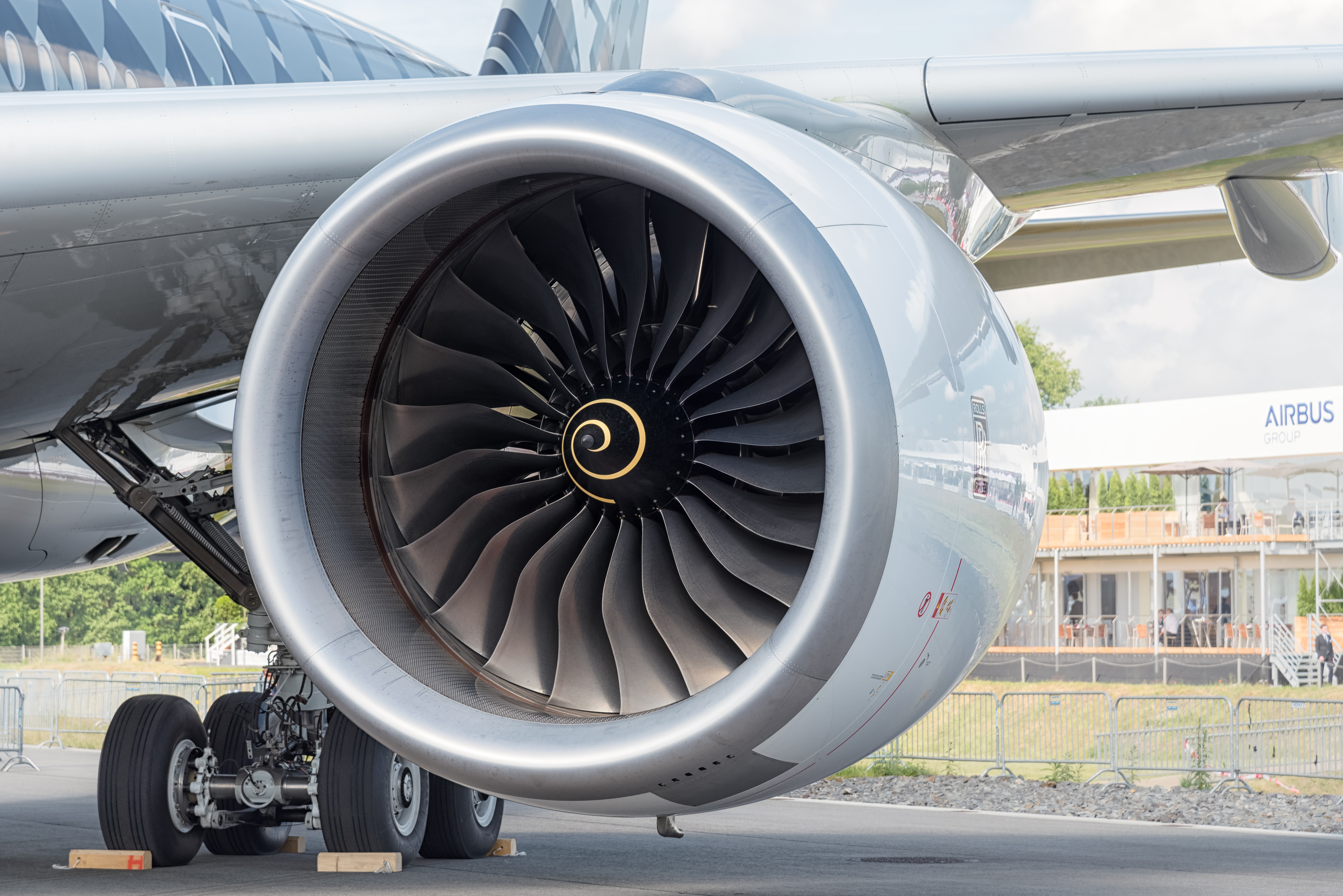
Двигатель Airbus A350 XWB Rolls-Royce Trent XWB

Семейство Trent XWB включает два базовых двигателя Rolls-Royce Trent XWB для A350 XWB. Двигатели Rolls-Royce Trent XWB оснащаются вентилятором диаметром 3 метра. На модификацию A350-1000 устанавливается форсированный вариант тягой 432 кН. Форсированный вариант имеет бо́льшую скорость вращения вентилятора. Кроме того, вентилятор самой мощной версии имеет другую форму лопастей и работает при большей температуре благодаря применению новых материалов. Для заказчиков на Ближнем Востоке — Qatar Airways и Etihad — Airbus также предлагает модификацию для высокогорных аэродромов в жарких странах (т. н. «hot and high»). Эта модификация обеспечивает повышенную тягу 350кН в условиях жаркого климата и недостатка кислорода.
A350 XWB оснащён вспомогательной силовой установкой Honeywell HGT1700 мощностью 1750 л. с., которая имеет на 10 % более высокую удельную мощность, чем предыдущее поколение ВСУ семейства Honeywell 331.
Аварийная авиационная турбина Hamilton Sundstrand в случае необходимости сможет обеспечить электропитанием мощностью 100 кВА (это сравнимо с мощностью 150 кВА в случае A380).

## Модификации

Сравнительные размеры трёх модификаций A350, включая A350-800 — не пошедший в серию

A350 разрабатывался в трёх вариантах: A350-800 — не пошёл в серию; A350-900 введён в эксплуатацию с 2014 года; A350-1000 введён в эксплуатацию с 2015 года.

### A350-800
A350-800 с тремя классами комфортности по проекту был способен перевозить 270 пассажиров на расстояние до 15 700 км. В сентябре 2014 года было заявлено о закрытии проекта в пользу А330neo. 16 предзаказанных А350-800, после переговоров с заказчиками, Airbus заменил либо на А350-900 либо на Airbus A330neo.

### A350-900
A350-900 введён в эксплуатацию в 2014 году и может перевозить до 314 пассажиров при трёх классах комфортности. Максимальная дальность полёта — 15 000 км. По заявлениям Airbus, A350-900 на 30 % экономичнее в расчёте на одно место и имеет на 25 % меньшую стоимость эксплуатации по сравнению с Boeing 777-200ER. Часовой расход топлива А350-900 составляет 5800 кг/час по сравнению с 6700 кг/час у Boeing 777-200ER.

#### A350-900 Ultra Long Range

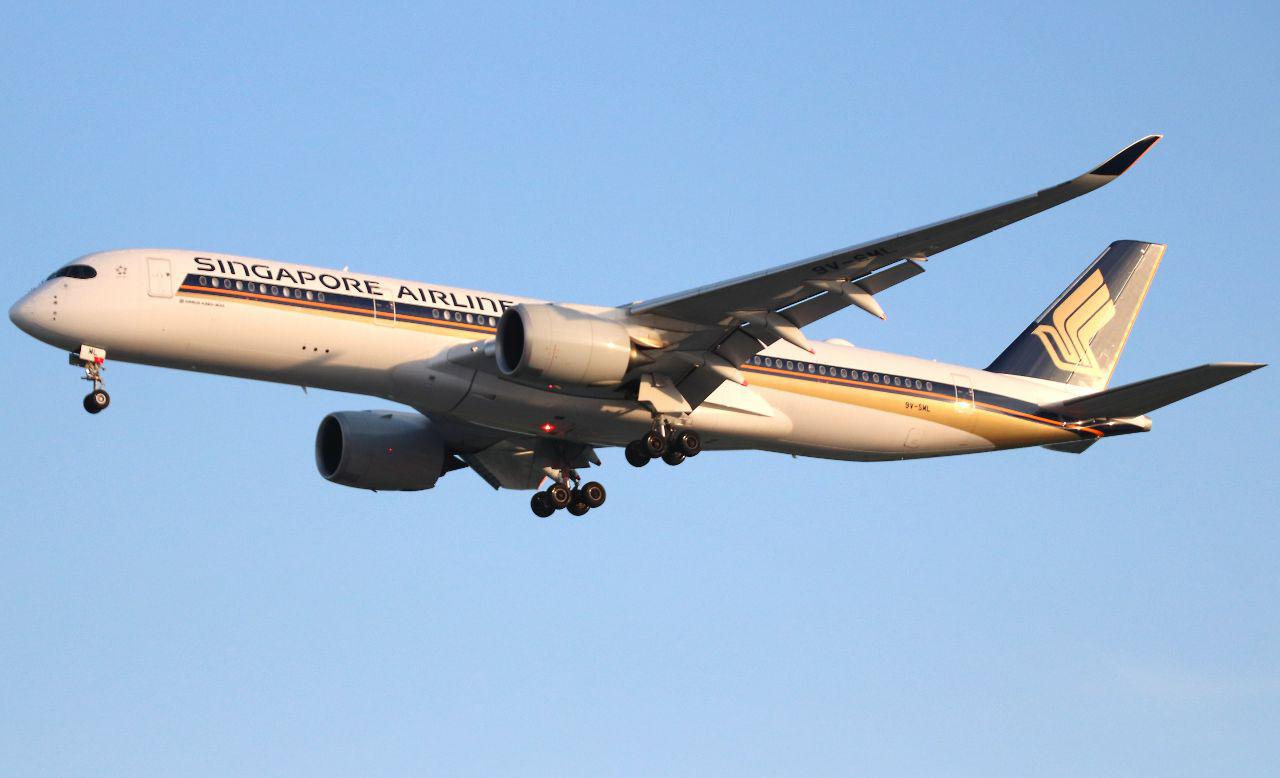
A350-900ULR компании Singapore Airlines

Сверхдальнемагистральная версия A350-900 получила название A350-900ULR (англ. ultra-long range).
Вес сверхдальнемагистральной версии A350-900ULR увеличился до 280 тонн, а его запас топлива вырос с 141 до 165 т, что позволяет осуществлять рейсы без дозаправок длительностью до 19 часов полёта с дальностью до 18 000 км, по сравнению с 15 часами полёта A350-900.
Первый A350 XWB с увеличенной дальностью полёта (A350-900 Ultra Long Range) был собран 28 февраля 2018 года на заводе Airbus в Тулузе. Это самая новая модификация семейства A350 XWB, стартовым и единственным эксплуатантом которой стала авиакомпания Singapore Airlines.
Первые модели A350-900ULR были поставлены Singapore Airlines 23 сентября 2018 года.
В общей сложности Singapore Airlines по первому заказу получила семь самолётов A350-900 Ultra Long Range. С октября 2018 года самолёты A350-900ULR обслуживают самый дальний в мире коммерческий рейс «Сингапур — Нью-Йорк (Ньюарк)».

### A350-1000
Первый A350-1000 был представлен в июле 2016 года на заводе Airbus в Тулузе. Эта самая большая модель из семейства A350 может перевозить 350 пассажиров при трёх классах комфортности. Максимальная дальность полёта — 14 800 км.
Площадь крыла A350-1000 увеличена примерно на 4 % по сравнению с модификациями A350-800/900. А350-1000 имеет трёхосные основные стойки шасси, как и Boeing-777. Самолёт впервые поднялся в воздух с аэродрома компании Airbus в Тулузе 24 ноября 2016 г.. Первым эксплуатантом стала компания Qatar Airways.

## Заказы и поставки

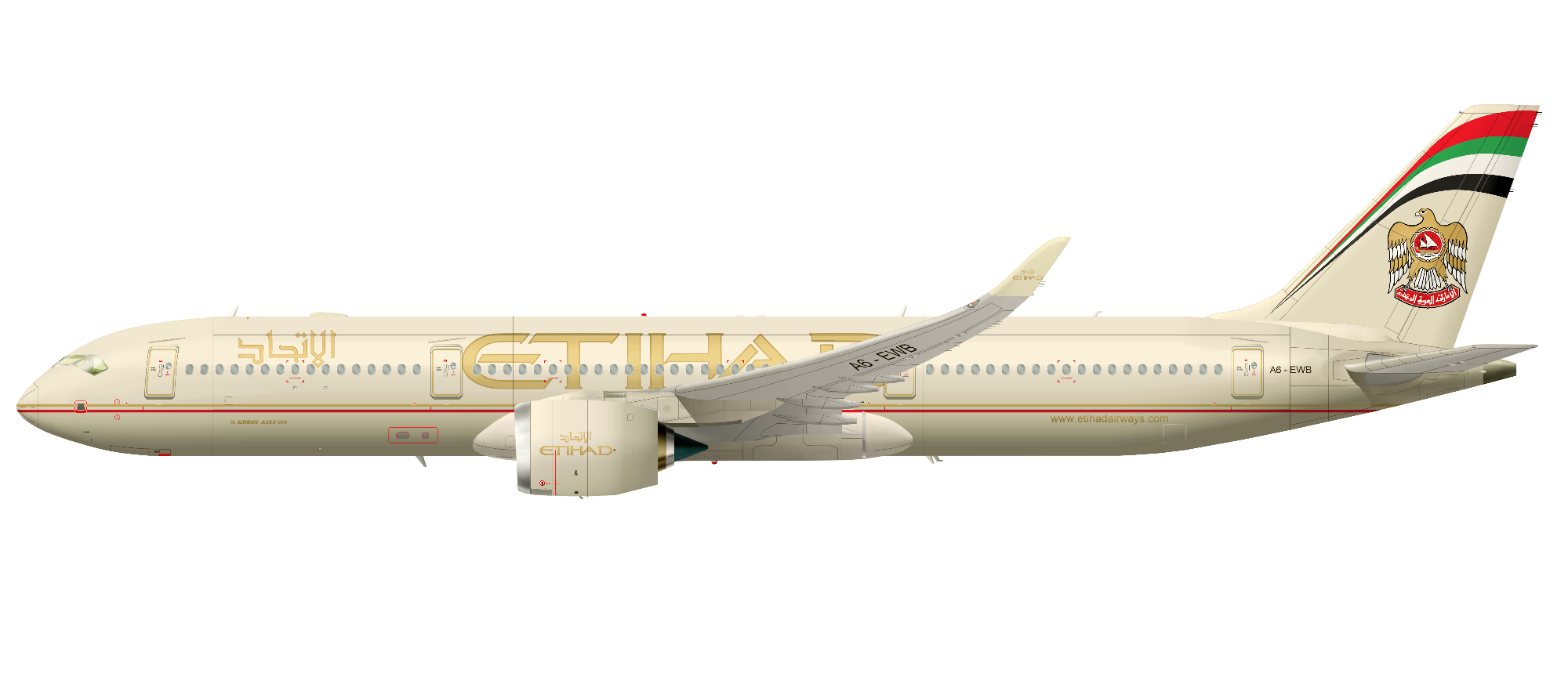
Etihad Airways

По состоянию на декабрь 2024 года Airbus получил заказы на поставку 1344 самолётов A350 XWB от 60 клиентов. Всего по состоянию на декабрь 2024 года поставлено 642 самолета.

### По модификациям
| Параметр | A350-900 | A350-1000 | A350F | Всего |
| -------- | -------- | --------- | ----- | ----- |
| Заказы   | 989      | 300       | 55    | 1344  |
| Поставки | 548      | 94        | —     | 642   |

### По годам
|          | 2006 | 2007 | 2008 | 2009 | 2010 | 2011 | 2012 | 2013 | 2014 | 2015 | 2016 | 2017 | 2018 | 2019 | 2020 | 2021 | 2022 | 2023 | 2024 | Всего |
| -------- | ---- | ---- | ---- | ---- | ---- | ---- | ---- | ---- | ---- | ---- | ---- | ---- | ---- | ---- | ---- | ---- | ---- | ---- | ---- | ----- |
| Заказы   | 2    | 292  | 163  | 51   | 78   | -31  | 27   | 230  | -32  | -3   | 41   | 36   | 40   | 32   | -11  | 2    | 8    | 281  | 138  | 1344  |
| Поставки |      |      |      |      |      |      |      |      | 1    | 14   | 49   | 78   | 93   | 112  | 59   | 55   | 60   | 64   | 57   | 642   |

Первой из европейских авиакомпаний, заказавших Airbus A350, стала Finnair. 29 февраля 2020 года авиакомпания «Аэрофлот» получила первый широкофюзеляжный самолёт Airbus A350 (A350-900); всего у компании есть контракт на поставку 22 таких самолётов. 6 марта он вышел на линию Москва (Шереметьево) — Санкт-Петербург (Пулково). Airbus A350 используются в вооружённых силах Германии.

### Авиакомпании, эксплуатирующие Airbus A350 (на июнь 2021)
| Авиакомпания              | А350-900 | А350-900 | А350-1000 | А350-1000 |
| ------------------------- | -------- | -------- | --------- | --------- |
| Air Caraïbes              | 3        | —        | 1         | —         |
| Air China                 | 15       | 2        | —         | —         |
| Аэрофлот                  | 6        | 5        | —         | —         |
| Air France                | 9        | 2        | —         | —         |
| Air Mauritius             | 4        | —        | —         | —         |
| Airbus Industrie          | 3        | —        | 1         | —         |
| Asiana Airlines           | 13       | —        | —         | —         |
| Avolon                    | 2        | —        | —         | —         |
| Azul Linhas Aéreas        | —        | 1        | —         | —         |
| British Airways           | —        | —        | 8         | 2         |
| Cathay Pacific            | 27       | 1        | 14        | 1         |
| China Airlines            | 14       | —        | —         | —         |
| China Eastern             | 9        | 3        | —         | —         |
| China Southern            | 9        | 3        | —         | —         |
| Delta Air Lines           | 15       | —        | —         | —         |
| Ethiopian Airlines        | 16       | —        | —         | —         |
| Ethihad Airways           | —        | —        | 1         | 4         |
| Evelop Airlines           | 2        | —        | —         | —         |
| Fiji Airways              | 2        | —        | —         | —         |
| Finnair                   | 16       | 1        | —         | —         |
| French bee                | 4        | —        | —         | —         |
| German Air Force          | 1        | 1        | —         | —         |
| Hainan Airlines           | 3        | —        | —         | —         |
| Hong Kong Airlines        | 1        | —        | —         | —         |
| Iberia                    | 9        | 3        | —         | —         |
| Iberojet                  | 1        | —        | —         | —         |
| Japan Airlines            | 9        | 3        | —         | —         |
| K5-Aviation               | 1        | —        | —         | —         |
| LATAM Airlines Brasil     | 11       | —        | —         | —         |
| Lufthansa                 | 17       | —        | 12        | —         |
| Malaysia Airlines         | 6        | —        | —         | —         |
| Philippine Airlines       | 6        | —        | —         | —         |
| Qatar Airways             | 34       | —        | 19        | 6         |
| SAS Scandinavian Airlines | 5        | 1        | —         | —         |
| Sichuan Airlines          | 4        | —        | —         | —         |
| Singapore Airlines        | 59       | 2        | —         | —         |
| Starlux Airlines          | —        | 1        | —         | —         |
| Thai Airways              | 12       | —        | —         | —         |
| Turkish Airlines          | 5        | —        | —         | —         |
| Vietnam Airlines          | 14       | —        | —         | —         |
| Virgin Atlantic           | —        | —        | 7         | 1         |
| Wilmington Trust Company  | 2        | —        | —         | —         |
| World2Fly                 | —        | 1        | —         | —         |

## Технические характеристики
| Характеристики                     | A350-800                           | A350-900                                     | A350-1000                                                     |
| ---------------------------------- | ---------------------------------- | -------------------------------------------- | ------------------------------------------------------------- |
| Экипаж                             | 2 пилота                           | 2 пилота                                     | 2 пилота                                                      |
| Вместимость                        | 280 (стандарт) 440 (максимум)      | 315 (48B+267Y) 325 (стандарт) 440 (максимум) | 366 (стандарт) 369 (54B+315Y) 387 (2-классная) 480 (максимум) |
| Длина, м                           | 60,54                              | 66,89                                        | 73,88                                                         |
| Размах крыла, м                    | 64,75                              | 64,75                                        | 64,75                                                         |
| Площадь крыла, м²                  | 442                                | 442                                          | 442                                                           |
| Стреловидность крыла, °            | 31,9                               | 31,9                                         | 31,9                                                          |
| Высота, м                          | 17,1                               | 17,1                                         | 17,1                                                          |
| Ширина фюзеляжа, м                 | 5,96                               | 5,96                                         | 5,96                                                          |
| Ширина кабины, м                   | 5,61                               | 5,61                                         | 5,61                                                          |
| Максимальный взлётный вес, кг      | 248 000                            | 268 000                                      | 298 000                                                       |
| Крейсерская скорость, Махов        | 0,85 (903 км/ч на высоте 12 190 м) | 0,85 (903 км/ч на высоте 12 190 м)           | 0,85 (903 км/ч на высоте 12 190 м)                            |
| Максимальная скорость, Махов       | 0,89 (945 км/ч на высоте 12 190 м) | 0,89 (945 км/ч на высоте 12 190 м)           | 0,89 (945 км/ч на высоте 12 190 м)                            |
| Дальность полёта, км               | 15 200                             | 15 000 (у A350-900 ULR — 18 000)             | 16 100                                                        |
| Максимальное количество топлива, л | 138 000                            | 165 000                                      | 156 000                                                       |
| Практический потолок, м            | 13 100                             | 13 100                                       | 13 100                                                        |
| Двигатели                          | 2 × Rolls-Royce Trent XWB          | 2 × Rolls-Royce Trent XWB                    | 2 × Rolls-Royce Trent XWB                                     |
| Тяга двигателя, кН                 | 337                                | 374                                          | 414                                                           |
| Длина разбега, м                   |                                    | 2600                                         |                                                               |
| Длина пробега, м                   |                                    | 2000                                         |                                                               |

## Происшествия
По состоянию на начало 2025 года в авиационных происшествиях был безвозвратно потерян один самолёт Airbus A350. Никто из находившихся на его борту пассажиров не погиб.
| Дата       | Бортовой номер | Место происшествия | Жертвы  | Краткое описание                                            |
| ---------- | -------------- | ------------------ | ------- | ----------------------------------------------------------- |
| 02.01.2024 | JA13XJ         | Токио              | 5+0/379 | Столкновение с Dash 8 на ВПП при посадке. Полностью сгорел. |
| 10.09.2024 | N503DN         | Атланта            | 0/236   | Столкновение с Bombardier CRJ900 во время руления.          |